# Обел
 Тази статия е за селото в България.  За селището в Белгия вижте Обел (Белгия).  За типографския знак вижте Обелос.
О̀бел е село в Югозападна България, област Благоевград, община Благоевград.

## География
Село Обел е разположено на североизточните склонове на Влахина планина. То е последното село по пътя преди границата със Северна Македония, на 4 km от ГКПП Логодаж (Станке Лисичково).
През 2012 г. в землището на Обел е обявена защитената местност Блатото с площ 8,7 дка. Създадена е за опазване на естествено блато, представляващо рядък и забележителен за района естествен ландшафт, както и местообитание на Европейска блатна костенурка и видове от разред водни кончета.
Край махалата Ивановци се намира една от най-големите и красиви пещери в България, която е непроучена и без достъп за посетители, като входът е бетониран.

## История
Над селото има останки от късноантична крепост, наричана Градище.
Обел носи името си от едноименния връх във Влахина Обел. Името произлиза от обел, остарял термин за бранище с вариант забел – гора от дървета с обелени стволове. Сходни топоними са Обеля, Обелево, Забел и други. Името на селото до 1960 година е Лешница, което е сменено, за да се избегне объркване със съседното санданско село Лешница.
Църквата „Успение Богородично“ е от 1873 година. В махалата Блатото има средновековна църква „Св. св. Петър и Павел“, възстановена в 1998 година. Всяка година на 29 юни се провежда събор в местността Блатото, където е църквичката а на 8 септември в района на селската църква.

## Население
Численост
Численост на населението според преброяванията през годините:
| \| Година на преброяване \| Численост \| \| --------------------- \| --------- \| \| 1934 \| 472 \| \| 1946 \| 509 \| \| 1956 \| 314 \| \| 1965 \| 150 \| \| 1975 \| 68 \| \| 1985 \| 50 \| \| 1992 \| 44 \| \| 2001 \| 29 \| \| 2011 \| 26 \| \| 2021 \| 30 \| |           |
| Година на преброяване | Численост |
| 1934 | 472       |
| 1946 | 509       |
| 1956 | 314       |
| 1965 | 150       |
| 1975 | 68        |
| 1985 | 50        |
| 1992 | 44        |
| 2001 | 29        |
| 2011 | 26        |
| 2021 | 30        |

Етноси
Численост и дял на етническите групи според преброяването на населението през 2011 г.:
|                     | Численост | Дял (в %) |
| Общо                | 26        | 100.00    |
| Българи             | 26        | 100.00    |
| Турци               | 0         | 0.00      |
| Цигани              | 0         | 0.00      |
| Други               | 0         | 0.00      |
| Не се самоопределят | 0         | 0.00      |
| Неотговорили        | 0         | 0.00      |